# 녹산산업중로
녹산산업중로는 부산광역시 강서구 송정동 송정공원 도 경계와 21번신호등 교차로를 잇는 부산광역시의 도로이다. 녹산산업단지의 중앙 지역을 통과한다. 전 구간 부산광역시도 제7702호선에 속한다.

## 주요 경유지
부산광역시
- 강서구 송정동

## 노선
| 이름              | 접속 노선                                                | 소재지     | 소재지 | 비고 |
| ----------------- | -------------------------------------------------------- | ---------- | ------ | ---- |
| (도 경계)         | 부산광역시도 제88호선 (만금로)                           | 부산광역시 | 강서구 |      |
| 29번신호등 교차로 | 녹산산단27로                                             | 부산광역시 | 강서구 |      |
| 28번신호등 교차로 | 부산광역시도 제7707호선 (녹산산업북로)                   | 부산광역시 | 강서구 |      |
| 녹송2호교         | 녹산산단153로 녹산산단165로                              | 부산광역시 | 강서구 |      |
| 27번신호등 교차로 | 국가지원지방도 제58호선 부산광역시도 제77호선 (가락대로) | 부산광역시 | 강서구 |      |
| 26번신호등 교차로 | 녹산산단261로                                            | 부산광역시 | 강서구 |      |
| 25번신호등 교차로 | 녹산산단289로                                            | 부산광역시 | 강서구 |      |
| 24번신호등 교차로 | 녹산산단321로                                            | 부산광역시 | 강서구 |      |
| 23번신호등 교차로 | 녹산산단381로                                            | 부산광역시 | 강서구 |      |
| 22번신호등 교차로 | 부산광역시도 제7701호선 (녹산화전로)                     | 부산광역시 | 강서구 |      |
| 21번신호등 교차로 | 녹산산업북로                                             | 부산광역시 | 강서구 |      |